# Linea di successione al trono del Nepal

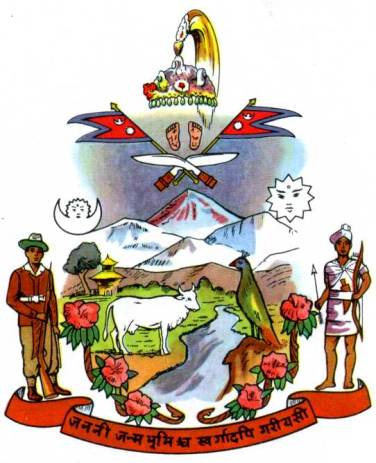
Lo stemma della monarchia nepalese.

La linea di successione al trono del Nepal segue il criterio della primogenitura maschile tra i figli legittimi nati da matrimoni non morganatici dei membri della casa reale.
Nel 2006, durante il periodo di transizione istituzionale, era stata avanzata l'ipotesi di modificare la legge di successione a favore della semplice primogenitura, indipendentemente dal sesso. Il decreto del governo, che, come tipico delle fasi rivoluzionarie o di transizione, operava contro le disposizioni costituzionali, non fu convertito in legge.
Il 28 dicembre 2007 il parlamento del Nepal votò per abolire la monarchia in favore di una repubblica. L'abolizione è stata ufficialmente approvata il 28 maggio 2008 da una votazione dell'assemblea costituente, nonostante da più parti si richiedesse il ricorso ad un referendum istituzionale.
Secondo la costituzione del 1990, che esplicitamente si astiene dal modificare la legge di successione (art. 28, 1), spetta esclusivamente al re "promulgare, emendare ed abrogare la legge di successione al trono" (art. 28, 2).

## Linea di successione
La linea di successione a Gyanendra del Nepal, l'ultimo sovrano, è la seguente:
1. Sua altezza reale il principe ereditario Paras Bir Bikram Shah Dev, nato nel 1971.
2. Sua altezza reale il principe Hridayendra, nato nel 2002, figlio di Paras.

Discendenza femminile:
- Sua altezza reale la principessa Purnika, nata nel 2000, figlia di Paras.
- Sua altezza reale la principessa Kritika, nata nel 2003, figlia di Paras.
- Sua altezza reale la principessa Prerana, nata nel 1978, figlia di Gyanendra.